# Beerenplaat
Beerenplaat est un hameau situé dans la commune néerlandaise de Nissewaard, dans la province de la Hollande-Méridionale, sur la pointe la plus orientale de l'île de Voorne-Putten.
Une usine d'eau potable y est installée.